# Andrew Driver
Andrew David Driver (Saddleworth, Inglaterra, 20 de noviembre de 1987) es un futbolista británico que juega de centrocampista y se encuentra sin equipo.

## Selección nacional
Ha sido internacional con la selección de fútbol sub-21 de Inglaterra.

## Clubes
| Club                      | País           | Año       |
| ------------------------- | -------------- | --------- |
| Heart of Midlothian F. C. | Escocia        | 2006-2013 |
| Houston Dynamo            | Estados Unidos | 2013-2014 |
| Aberdeen F. C.            | Escocia        | 2015      |
| De Graafschap             | Países Bajos   | 2015-2018 |

## Palmarés

### Campeonatos nacionales
| Título          | Club                      | País    | Año  |
| --------------- | ------------------------- | ------- | ---- |
| Copa de Escocia | Heart of Midlothian F. C. | Escocia | 2012 |